# Тарусская (станция)
Тару́сская — железнодорожная станция Курского направления Московской железной дороги, станция-музей.
Станция расположена в посёлке Заокском Тульской области, в 125 километрах от столицы России города Москвы и в 70 километрах к северу от областного центра города Тулы.

## История
Железнодорожная станция была открыта в 1867 году и первоначально называлась Ивановкой по близлежащему селению. С 1894 года имеет нынешнее название, город Таруса находится в 20 км от станции, за рекой Окой, регулярная переправа через которую в городе отсутствует. В 1924 году на станции открыта изба-читальня. Посадка и высадка пассажиров производится на две платформы, соединённые между собой настилом. Современное здание станции построено в 1970-х годах и заново открыто после реконструкции в 2009 году.

## Деятельность
Через станцию проходят электропоезда до Тулы, Москвы, Серпухова. Также на станции останавливается экспресс № 7050/7049 Тула — Москва — Тула. Через станцию проходит и имеет на ней графиковую остановку, согласно сервису Яндекс Расписания, скорый поезд № 122/121 Новороссийск — Санкт-Петербург. Кроме того, рядом со станцией расположен: автовокзал, от которого отправляются рейсовые автобусы в Алексин, Серпухов, в музей-заповедник Поленово, Велегож, Страхово, Миротино, Ланьшино, Русятино, Бутиково, Симоново, Ждамирово, на Птицефабрику. Имеется стоянка такси. Рядом со станцией расположены сетевые магазины «Пятёрочка», «Магнит», «Верный».

## Реконструкция
К 50-летию Московской железной дороги в 2009 году ОАО «РЖД» реконструировало станцию.
Тогда же в здании вокзала была открыта музейная комната, посвящённая известным людям края (В. Д. Поленову, А. Т. Болотову, В. Ф. Рудневу, М. К. Аникушину). Вдоль её стен репродукции картин и фотографии приокских пейзажей.
В зале ожидания установлен бюст художника В. Д. Поленова. В августе 2008 года на стене вокзала с уличной стороны установлено большое мозаичное панно в виде трёх девушек в русских национальных костюмах, которые держат в руках хлеб.
На прилегающей территории находится памятный камень, на плите которого высечены слова: «Земля наша дала достойных сынов Отечества».
Станция оборудована системой видеонаблюдения, пунктами справочно-информационных и билетно-кассовых услуг, туалетом, залом ожидания. Имеются пандусы для маломобильных пассажиров. Платформы оборудованы навесами, скамейками, шуцлиниями.